# Резолюция Совета Безопасности ООН 1497
Резолюция Совета Безопасности Организации Объединённых Наций 1497, принятая 1 августа 2003 года, после выражения озабоченности ситуацией в Либерии, санкционировала многонациональные силы для вмешательства в гражданскую войну для поддержки выполнения соглашения о прекращении огня с использованием «всех необходимых мер».
Резолюция была принята 12 голосами за, при трех воздержавшихся, при этом никто не голосовал против; три страны поддержали вмешательство, но были против требований Соединённых Штатов в резолюции, которая освобождает солдат из стран, не являющихся участниками Римского статута Международного уголовного суда (МУС), из-под его юрисдикции.

## Резолюция

### Наблюдения
Совет подчеркнул необходимость создания безопасных условий с уважением прав человека, гуманитарных работников и благополучия гражданских лиц, включая детей. Он напомнил об обязательстве либерийских сторон соглашения о прекращении огня, подписанном в ганской столице Аккре 17 июня 2003 года и о требованиях, содержащихся в Резолюции 1343 (2001), по предотвращению использования вооруженными группами территории государств для нападения на других и дестабилизации приграничных регионов между Гвинея, Либерия и Сьерра-Леоне.
Определив ситуацию в Либерии как угрозу международному миру и безопасности, Совет выразил признательность Экономическому сообществу западноафриканских государств (ЭКОВАС) за его усилия и напомнил о просьбе Генерального секретаря ООН Кофи Аннана о размещении международных сил в Либерии. С момента запроса возникли споры о финансировании миссии и о том, кто будет участвовать.

### Действия
Действуя в соответствии с главой VII Устава Организации Объединённых Наций, Совет санкционировал создание многонациональных сил в Либерии для поддержки выполнения соглашения о прекращении огня от 17 июня. В то же время он будет обеспечивать безопасность после ухода президента Либерии Чарльза Тейлора и установления его преемников; создавать условия для разоружения, демобилизации, реинтеграции и доставки гуманитарной помощи; подготавливаться к развертыванию долгосрочных миротворческих сил (позже известных как Миссия Организации Объединённых Наций в Либерии) к 1 октября 2003 года.
Миссии Организации Объединённых Наций в Сьерра-Леоне (МООНСЛ) было предложено оказать материально-техническую поддержку в течение ограниченного 30-дневного периода элементам ЭКОВАС многонациональных сил в Либерии без ущерба для их мандата в Сьерра-Леоне. Государства, участвующие в многонациональных силах, могли использовать все необходимые меры для выполнения своего мандата, и всем государствам было предложено внести свой вклад в операцию. Между тем, солдаты стран, участвующих в многонациональных силах, не входивших в МУС, были освобождены от его юрисдикции. Эмбарго на поставки оружия Либерии не будет распространяться на технику, предназначенную для использования силами, в то время как всем государствам в регионе было предложено воздерживаться от действий, которые могли бы дестабилизировать границы между Кот-д’Ивуаром, Гвинеей, Либерией и Сьерра-Леоне.
Резолюция призвала все страны и либерийские стороны сотрудничать с многонациональными силами, обеспечивать безопасность и свободу передвижения как миротворческих сил, так и гуманитарного персонала. «Объединенные либерийцы за примирение и демократию» и «Движение за демократию в Либерии» призвали соблюдать соглашение о прекращении огня от 17 июня, положить конец насилию, согласиться на всеобъемлющие политические рамки для переходного правительства и воздерживаться от захвата власти силой.
Меры, предусмотренные в резолюции, будут рассмотрены в течение 30 дней, и генеральному секретарю будет предложено через своего Специального представителя периодически докладывать Совету о ситуации в Либерии.

## Голосование
| За (12) | Воздержались (3)               | Против (0) |
| --- | ------------------------------ | ---------- |
| - Китай - Россия - Великобритания - США - Ангола - Болгария - Чили - Камерун - Испания - Гвинея - Пакистан - Сирия | - Франция - Германия - Мексика |            |

* жирным выделены постоянные члены Совета Безопасности ООН